# Gotha Go 345
Die Gotha Go 345 war ein militärischer Lastensegler des Deutschen Reichs im Zweiten Weltkrieg.

## Entwicklung
Die Entwicklung begann unter der Projektbezeichnung P 53, später P 53 Z, in der zweiten Hälfte des Jahres 1943 in der Gothaer Waggonfabrik als Sturmlastensegler, der seine Ladung im Sturzflug ins Ziel bringen sollte. Ende des Jahres wurde der Entwurf vorgestellt. Auf Veranlassung des Reichsluftfahrtministerium wurden die Arbeiten unter der Bezeichnung Go 345 fortgesetzt. Im Juli 1944 fanden im Windkanal der Luftfahrtforschungsanstalt in Braunschweig Untersuchungen mit einem Modell statt.
Es wurden zwei Ausführungen ins Auge gefasst. Die Frachtlastenseglervariante, die Go 345 A, war als antriebsloser Segler mit Bugradfahrwerk konzipiert. Der Aufbau glich dem früherer Projekte wie beispielsweise der Gotha Go 242, war jedoch etwas kleiner. Die später entwickelte Go 345 B erhielt zusätzlich einen Hilfsantrieb, der mit zwei Argus-Schmidt-Pulso-Schubrohren As 014 (Pulsstrahltriebwerken) realisiert werden sollte. Zusätzlich wurde noch eine Bremsrakete eingebaut, um gezielte Punktlandungen auf begrenzter Landefläche zu ermöglichen, sowie eine Gleitkufe als Fahrgestell. Mit dieser Variante konnten zehn voll ausgerüstete Soldaten transportiert werden. Der Einstieg erfolgte bei beiden Varianten durch eine Rumpfseitentür. Bis zum Kriegsende entstanden lediglich eine Attrappe und ein kompletter Rumpf, der für Landeversuche genutzt werden sollte.

## Technische Daten
| Kenngröße                   | Daten (Gotha Go 345 A) | Daten (Gotha Go 345 B)        |
| --------------------------- | ---------------------- | ----------------------------- |
| Besatzung                   | 2 + 10                 | 2 + 10                        |
| Länge                       | 13,00 m                | 13,00 m                       |
| Spannweite                  | 21,00 m                | 21,00 m                       |
| Höhe                        |                        | 4,20 m                        |
| Frachtraum (l × b × h)      | 4,0 m × 1,4 m × 1,56 m | 4,0 m × 1,4 m × 1,56 m        |
| Flügelfläche                |                        | 49,9 m²                       |
| Flügelstreckung             |                        | 8,8                           |
| Gleitzahl                   |                        | 15                            |
| Leermasse                   | 2395 kg                | 2470 kg                       |
| max. Startmasse             | 6000 kg                | 6000 kg                       |
| Antrieb                     | –                      | zwei Argus As 014, je 3,28 kN |
| max. Schleppgeschwindigkeit | 310 km/h               | 350 km/h                      |
| Gleitgeschwindigkeit        | 370 km/h               | 420 km/h                      |
| Landegeschwindigkeit        | 120 km/h               | 120 km/h                      |